# مونتيكاستلو
مونتيكاستلو (بالإيطالية: Montecastello)‏ هي بلدية في مقاطعة ألساندريا في إقليم بييمونتي في إيطاليا.

## السكان
في سنة 1861 بلغ عدد السكان 1٬225 نسمة، وتطور العدد ليصل في سنة 2011 لـ 324 نسمة.
يظهر هذا المخطط البياني تطور النمو السكاني لـ مونتيكاستلو